# Saint-Sébastien – Froissart metróállomás
A Saint-Sébastien – Froissart egy metróállomás Franciaországban, Párizsban a párizsi metró 8-as metróvonalán. Tulajdonosa és üzemeltetője a RATP.

## Metróvonalak
Az állomást az alábbi metróvonalak érintik:
- 8-as metróvonal

## Kapcsolódó állomások
A metróállomáshoz az alábbi állomások vannak a legközelebb:
- Filles du Calvaire (Balard, 8-as metróvonal)
- Chemin Vert (Pointe du Lac, 8-as metróvonal)